# Клиберн (округ, Алабама)
Кли́берн (англ. Cleburne County) — округ в США, штате Алабама. Официально образован в 1866 году. По состоянию на 2000 год, численность населения составляла 14 123 человека. Административный центр округа — Хефлин.

## География
По данным Бюро переписи США, общая площадь округа — 1453 км², из которых 1450,9 км² — суша, а 2,1 км² или 0,14% — это водоемы.

### Соседние округа
|                 |         | Чероки                  | Полк (шт. Джорджия) |  |
| Калхун          | север   | Харалсон (шт. Джорджия) |                     |  |
| Калхун          | Клиберн | Харалсон (шт. Джорджия) |                     |  |
| Калхун          | юг      | Харалсон (шт. Джорджия) |                     |  |
| Клей, Талладига | Рандолф | Карролл (шт. Джорджия)  |                     |  |

## Демография
По данным переписи населения 2000 года в округе проживало 14 123 жителей, в составе 5590 хозяйств и 4125 семей. Плотность населения была 10 чел. на 1 квадратный километр. Насчитывалось 6189 жилых домов. Расовый состав населения был 94,74% белых, 3,7% чёрных или афроамериканцев, и 0,77% представители двух или более рас. 1,4% населения являлись испаноязычными или латиноамериканцами.
Из 5590 хозяйств 32,8% воспитывают детей возрастом до 18 лет, 61,4% супружеских пар живущих вместе, 8,7% женщин-одиночек, 26,2% не имели семей. 23% от общего количества живут самостоятельно, 10,3% — лица старше 65 лет, живущие в одиночку. В среднем на каждое хозяйство приходилось 2,51 человека, среднестатистический размер семьи составлял 2,95 человека.
Показатели по возрастным категориям в округе были следующие: 24,3% жители до 18 лет, 8,2% от 18 до 24 лет, 28,5% от 25 до 44 лет, 25,3% от 45 до 64 лет, и 13,7% старше 65 лет. Средний возраст составлял 38 лет. На каждых 100 женщин приходилось 99,3 мужчины. На каждых 100 женщин в возрасте 18 лет и старше приходилось 96,4 мужчины.